# Amonij Sakas
Amonij Sakas (gr: Ἀμμώνιος Σακκᾶς),  starogrški filozof iz Aleksandrije,  3. stol.
Amonij Sakas  je bil pogosto naslovljen ko eden izmed začetnikov novoplatonizma. Znan je kot učitelj Plotina, ki ga je učil enajst let, od 232 do 234. Nanj je imel velik vpliv  v razvoju novoplatonizma, čeprav se o njegovih filozofskih pogledih ve zelo malo. Kasnejši krščanski pisatelji so trdili, da je bil Amonij kristjan, zdaj pa se domneva, da je živel drug Amonij Aleksandrijski, ki je urejal in komentiral svetopisemska besedila.

## Življenje
Njegov oče Hermij (Hermeias) je bil iz Aleksandrije in Amonij je od njega podedoval zanimanje za filozofijo. Damaskijevo delo Zgodovina je glavni vir informacij in podrobnosti o življenju Amonija Sakasa. Interpretacija priimka »nosilec vreč«, ki jo je podal škof Teodoret ni zanesljiva, toda tudi nekatere moderne hipoteze niso verjetne. Nekateri namreč trdijo, da Sakas označuje Amonijevo pripadnost indijskemu plemenu Saker, ali da je bil Saka-muni, budistični menih.
Največ podrobnosti iz njegovega življenja prihajajo iz ostankov Porfirijevih zapiskov. Najbolj znan učenec Amonija Sakasa, Plotin se je od njega učil enajst let. Kot navaja Porfirij, je leta 232, pri starosti 28 let, Plotin odšel v Aleksandrijo, da bi se tam učil filozofijo:
Pri osemindvajsetih letih se je [Plotin] popolnoma posvetil filozofiji. Potem ko so ga predstavili slavnim aleksandrijskim osebnostim njegovega časa, je šel z njihovih predavanj potrt in žalosten, tako da je svoje razpoloženje zaupal nekemu prijatelju, ta pa je zaslutil hrepenenje njegove duše in ga je popeljal k Amoniju, katerega še ni poznal. Plotin je vstopil in poslušal predavanje in potem rekel prijatelju: »To je človek, ki sem ga iskal!« Od tistega dne je bil stalno Amonijev učenec in se je tako poglobil v filozofijo, da se je prizadeval za neposredno izkušnjo filozofije, tako tiste, ki so jo učili Perzijci, kot tudi tiste, ki je prevladovala med Indijci.
O Amoniju veliko pove enajst let, ki jih Je Plotin preživel pri njemu. Saj je Plotin, ki se je naveličal mnogih slavnih osebnosti tistega časa, še vedno poslušal njega.
Sicer pa je Amonij Plotinu predal veliko, tako metode kot tudi filozofske vsebine.
[…] [Plotin] je bil zelo oseben in nov v svojem pogledu na nauke drugih: in sicer se je v raziskovalni metodi držal Amonijevega duha. […] Nekega dne se je zgodilo pri srečanju z Origenom [= pogan Origen, Plotinov sošolec v Amonijevi šoli]: Plotin je močno zardel in je bil na tem, da vstane; toda ker ga je Origen prosil, naj govori, se je izgovoril, rekoč: »Ko govornik ve, da govori ljudem, ki že vedo, kaj bo hotel povedati, usahne vsako navdušenje.« In tako je po kratkem pogovoru vstal in odšel.
Amonij je bil rojen in vzgojen v krščanski družni, ko pa se je posvetil gojenju  filozofije, se je spet oklenil poganske religije.
Evzebij Cezarejski spodbija to trditev in kot dokaz navaja Amonijev spis, z naslovom O ujemanju med Mojzesom in Jezusom, toda Amonij ni napisal ničesar. Evzebij je bil žrtev zamenjave oseb, ki ni bila samo posledica enakega imena, ampak tudi dejstva, da je bil kristjan Origen eden od učencev Amonija Sakasa, morda tudi učenec kristjana Amonija.
Amonij ni spadal med vidne in slavne osebnosti svojega časa. To pomeni, da ni hlepel niti po časti, niti po slavi, niti si ni prizadeval za to, da bi imel veliko učencev, ampak je živel skrito življenje, odmaknjeno od hrupa sveta; gojil je filozofijo, ki je ni pojmoval samo kot vajo uma, ampak tudi in predvsem kot vajo življenja in kot duhovno askezo, skupaj z maloštevilnimi učenci, ki so bili nanj globoko navezani.

## Filozofija
Amonij je prikazan kot filozof, ki se je prvi postavil nad razprave in polemike nasprotujočih si šol in je znal spraviti Platona in Aristotela ter predavati svojim učencem predvsem Plotinu in Origenu (Poganu), filozofijo, ki se je osvobodila polemičnega duha. Amonij je opravil to spravo »po božjem navdihu«, ali »ker ga je poučil bog«, in »po božanskem prenosu k temu, kar je resničnega v filozofiji«.
Zelo zahtevne so metafizične Amonijeve teze, ki jih je mogoče razbrati iz Hieroklovih del. Amonij naj bi prikazal izpeljavo vse resničnosti iz boga ter interpretiral Platonov nauk v kreacionističnem smislu.
V tem vesolju je treba razlikovati tri ravni:
1. Raven najvišje resničnosti ali boga stvarnika, »nebesne resničnosti« in bogov;
2. Raven vmesnih resničnosti, ki jih sestavljajo eterične (zračne), naravne in dobri demoni, ki so razlagalci in glasniki (angeli) za ljudi;
3. Raven najnižjih resničnosti ali človeških duš in ljudi pa tudi zemeljskih živali.

Prav tako Nemezij pripisuje Amoniju, tako dokaz za breztelesnost duše, v katerem se Amonij nasloni na Numenija in zagovarja trditve, ki so že osvojene, kot tudi interpretacija duša-telo, breztelesno-telesno, kar je novost.
Duša po Amoniju prav zato, ker je breztelesna, ni v telesu, kakor bi bila v posodi, in bolj na splošno, ni v telesu kot v prostoru, ampak ima ontološko razmerje povsem drugačne narave glede na naravo teles. Zato se ne sme reči »duša je tu«, marveč »duša deluje tukaj«. V telesu obstaja dejavnost duše kot počelo, ki ga oživlja in upravlja. 
Če so ta pričevanja verodostojna, bi se dalo določiti naslednje. Amonijeva novost bo bila glede na srednji platonizem (1. st. pr.n.št - 2. st.), predvsem v poskusu združitve različnih ravni bivajočega (kozmos je dvojen in hkrati en, vsaka raven hierarhije resničnega je vzrok naslednje in prvo počelo je vzrok vsega) in celo v odpravi predpostavke o večini snovi. Glede na novopitagorejstvo 2. st. bi bila novost v pojmovanju procesa izhajanja vse resničnosti kot stvarjenja, s čimer bi bilo natančno določeno izhajanje vseh stvari iz enega, ki je bilo pri novopitagorejcih nejasno.

## Dela
Amonij ni hotel napisati ničesar in je posredovanje svojega sporočila prihranil za živo besedo. Trije najbolj nadarjeni učenci Plotin, Origen (Pogan) in Herenij, so zato iz spoštovanja do posebnega pristopa, s katerim je učitelj zastavil svoje učenje sklenili dogovor, da ne bodo širili naukov, ki so jih prejeli na predavanjih. Toda čez čas je Herenij prvi prelomil dogovor; Origen je kmalu sledil njegovemu zgledu in objavil dvoje del; Plotin je še dolgo sledil Amonijevemu zgledu, tudi še potem, ko je ustanovil lastno šolo v Rimu, in je šele po desetih letih začel zapisovati vsebine. Toda od Herenija se je izgubilo prav vse; od Origenovih del poznamo le naslove, tako da ostajajo, samo Plotinove Eneade kot neposredni duhovni sad Amonijeve šole. Toda iz teh ni mogoče zanesljivo razbrati prvotnega Amonijevega nauka.